# 唐马寨镇
唐马寨镇，是中华人民共和国辽宁省辽阳市辽阳县下辖的一个乡镇级行政单位。

## 行政区划
唐马寨镇下辖以下地区：
唐马寨村、大背村、运粮河村、南坨子村、吕唐坊村、长林子村、西泗河村、鱼窖子村、黄坨子村、康明村、蚂峰泡村、乔坨子村、老背河村、翟家村、沙岗子村、刘坨子村和三块石村。